# Leandra fragilis
Leandra fragilis är en tvåhjärtbladig växtart som beskrevs av Célestin Alfred Cogniaux. Leandra fragilis ingår i släktet Leandra och familjen Melastomataceae. Inga underarter finns listade i Catalogue of Life.